# Beechcraft Queen Air

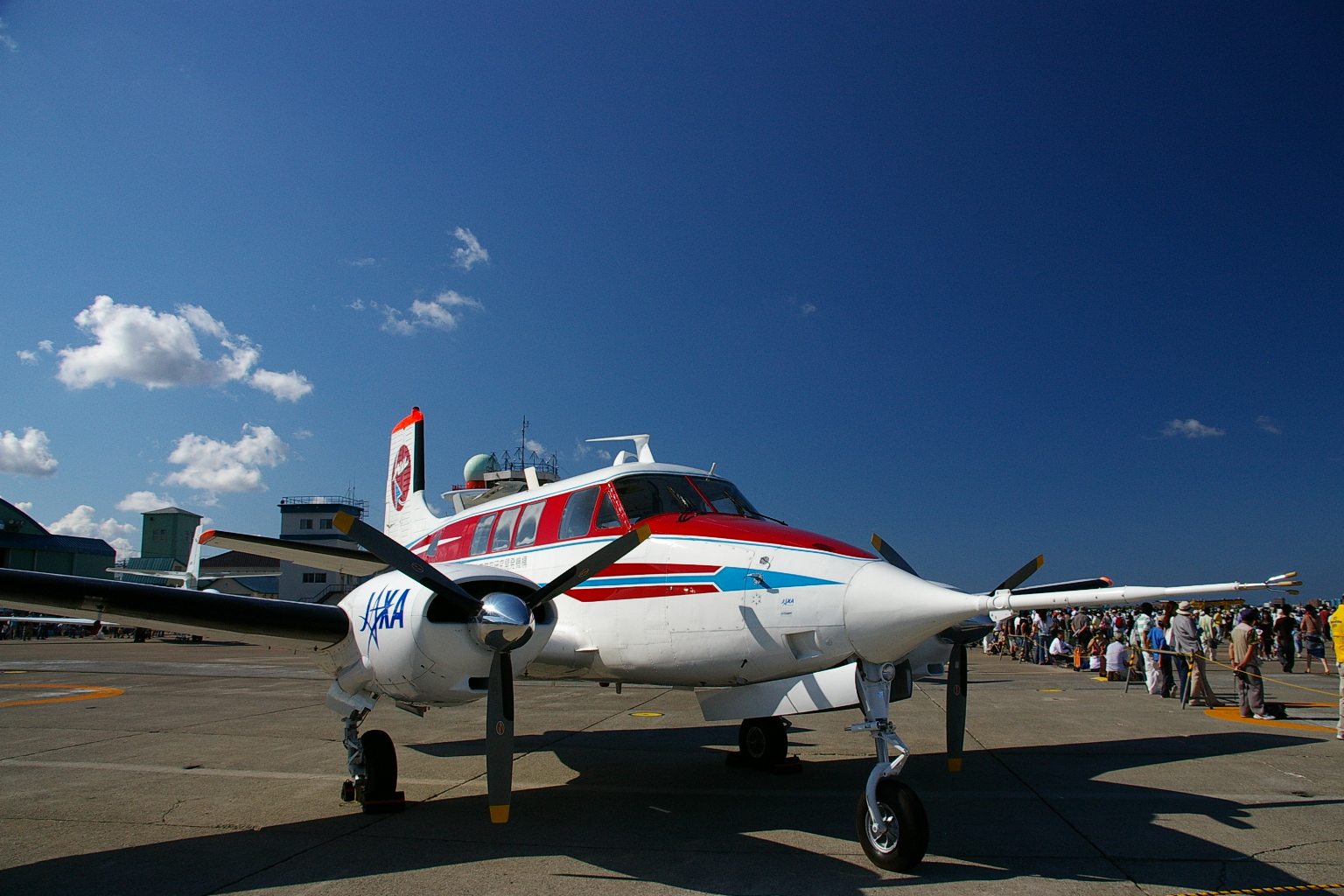
Een Beechcraft Queen Air van Japan Aerospace Exploration Agency JAXA (2008)

De Beechcraft Queen Air is een klein tweemotorig passagiersvliegtuig met intrekbaar landingsgestel van de Amerikaanse vliegtuigbouwer Beechcraft. Het toestel werd geproduceerd van 1960 tot 1978; in totaal zijn 930 stuks gebouwd.
De Queen Air was gebaseerd op de Twin Bonanza en heeft diverse onderdelen met dit toestel gemeen, zoals de vleugels, de motoren en de staartvlakken. De Queen Air heeft echter een grotere romp. Hij vormde de basis voor de succesvolle King Air turboprops.
Dit toestel wordt vaak gebruikt als privé-vliegtuig, als klein passagierstoestel voor forensenverkeer of voor militaire doeleinden. Het is onder andere in dienst bij de Argentijnse marine luchtvaartdienst, bij de Israëlische luchtmacht, bij de marine van de Japanse Zelfverdedigingstroepen en bij de Krijgsmacht van de Filipijnen.

## Specificaties
- Type: Queen Air B80
- Fabriek: Beechcraft
- Rol: Passagiersvliegtuig
- Bemanning: 1-2
- Passagiers: 4-9
- Lengte: 10,82 m
- Spanwijdte: 15,32 m
- Hoogte: 4,33 m
- Leeggewicht: 2394 kg
- Maximum gewicht: 3992 kg
- Brandstoftanks: 810 liter

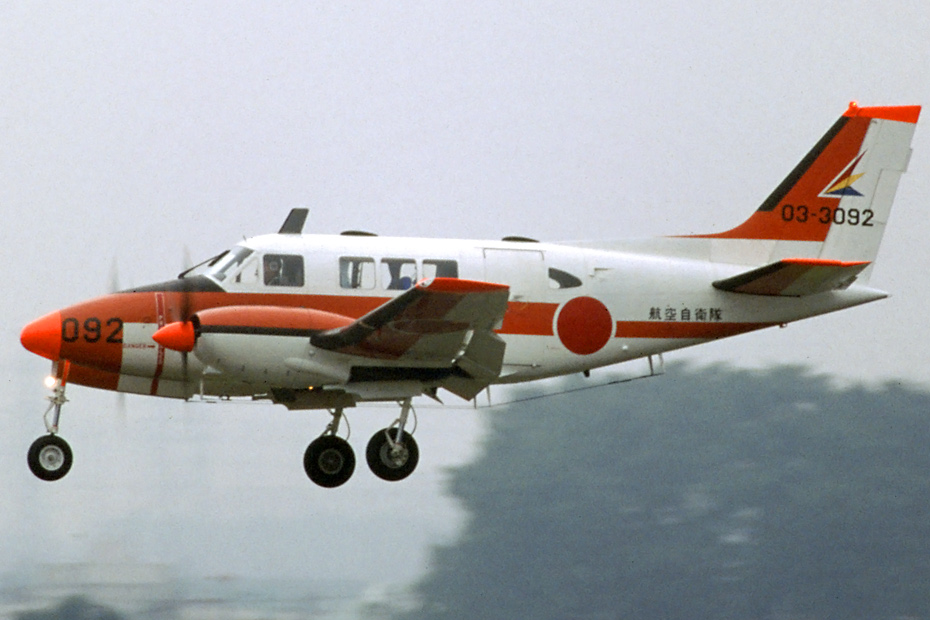
Beechcraft Queen Air B65 (1994)

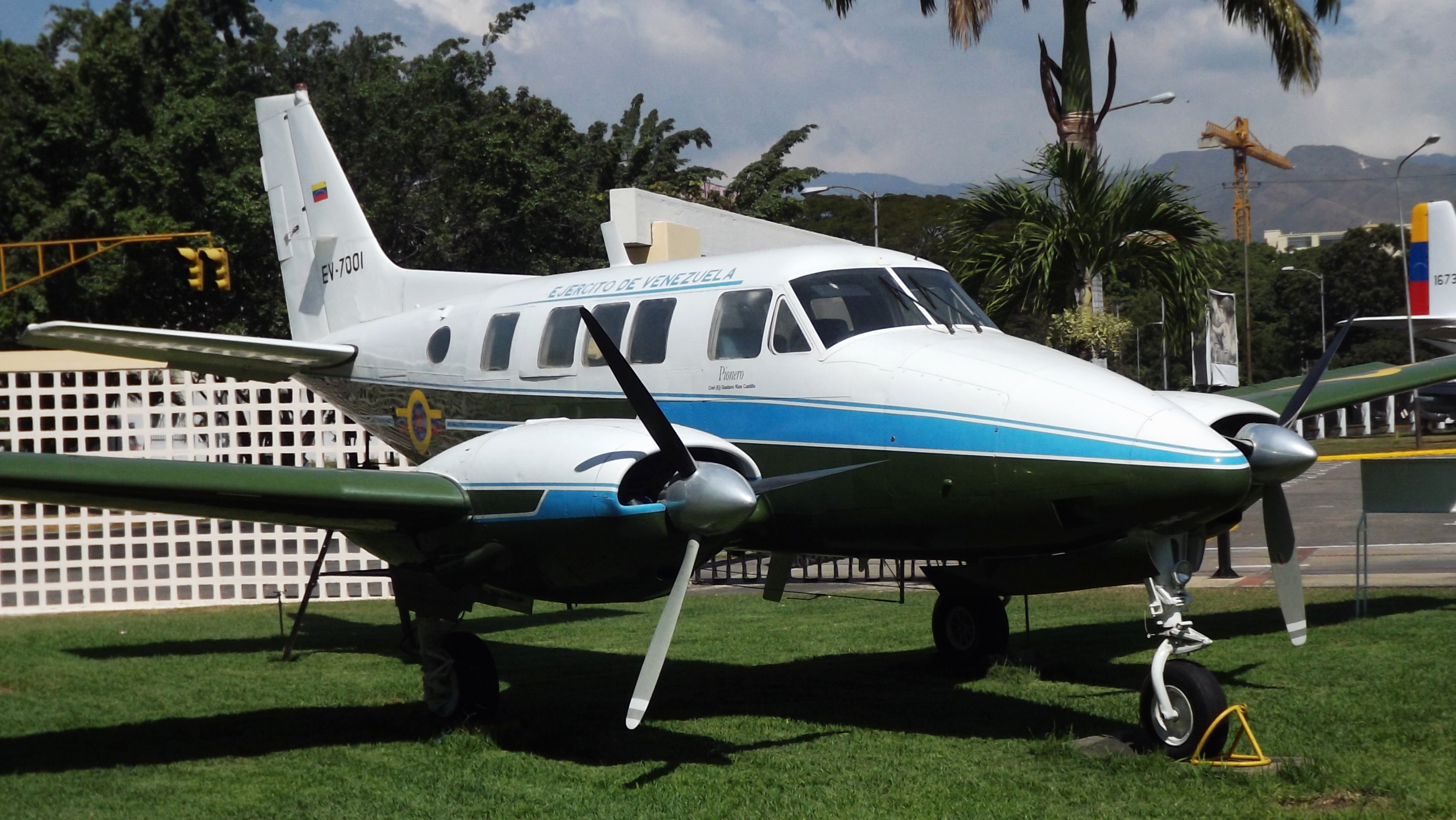
Beechcraft Queen Air B80

- Motoren: 2 × Lycoming IGSO-540 A1D zescilinder boxermotor met turbolader, 380 pk (280 kW) elk
- Propellers: drieblads Hartzell constant speed
- Eerste vlucht: 28 augustus 1958
- Aantal gebouwd: 930 (1960-1978)

Prestaties
- Maximumsnelheid: 398 km/u (3500 m)
- Kruissnelheid: 294 km/u (4600 m)
- Overtreksnelheid: 131 km/u (flaps naar beneden)
- Vliegbereik: 2439 km
- Plafond: 8200 m
- Klimsnelheid: 6,5 m/s